# Швайкерт, Людвиг
Людвиг Швайкерт (нем. Ludwig Schweickert; 26 апреля 1915, Фюрт, Германия — 11 июля 1943, Орёл, СССР) — немецкий борец греко-римского стиля, серебряный призёр Олимпийских игр, двукратный серебряный призёр чемпионатов Европы, семикратный чемпион Германии

## Биография
В 1933 году занял второе место на чемпионате Германии среди молодёжи, в 1935 был пятым на чемпионате Германии по греко-римской борьбе и вторым по вольной борьбе.
В 1936 году поступил на службу в вермахт.
На Летних Олимпийских играх 1936 года в Берлине боролся в весовой категории до 79 килограммов (средний вес). По регламенту турнира борец получал в схватках штрафные баллы. Набравший 5 штрафных баллов спортсмен выбывал из турнира. В среднем весе борьбу вели 16 борцов.
Судьба золотых медалей определялась только в финальном раунде, к которому Швайкерт после четырёх уверенных побед и поражения в тяжёлой встрече с олимпийским чемпионом Ивар Юханссоном подошёл на втором месте. При этом Швайкерт в нём уже не участвовал, а ждал результата встречи Юханссона с венгром Палоташем. При этом, любая победа Палоташа выводила Швайкерта на первое место, а любая победа Юханссона оставляла на втором. Юханссон быстро победил Палоташа, и Швайкерт завоевал серебряную медаль Олимпийских игр.
| Выступление на Олимпийских играх 1936 года | Выступление на Олимпийских играх 1936 года | Выступление на Олимпийских играх 1936 года | Выступление на Олимпийских играх 1936 года | Выступление на Олимпийских играх 1936 года | Выступление на Олимпийских играх 1936 года | Выступление на Олимпийских играх 1936 года |
| Круг                                       | Соперник                                   | Страна                                     | Результат                                  | Баллы                                      | Всего баллов                               | Время схватки                              |
| ------------------------------------------ | ------------------------------------------ | ------------------------------------------ | ------------------------------------------ | ------------------------------------------ | ------------------------------------------ | ------------------------------------------ |
| 1                                          | Ханс Пойнтер                               | Австрия                                    | Победа Туше                                | 0                                          | 0                                          | 9:00                                       |
| 2                                          | Франциск Кокош                             | Румыния                                    | Победа Туше                                | 0                                          | 0                                          | 8:08                                       |
| 3                                          | Ивар Юханссон                              | Швеция                                     | Поражение По очкам                         | 1-2 −2                                     | -2                                         |                                            |
| 4                                          | Эрколе Галлегати                           | Италия                                     | Победа По очкам                            | 3-0 −1                                     | -3                                         |                                            |
| 5                                          | Йожеф Палоташ                              | Венгрия                                    | Победа Туше                                | 0                                          | -3                                         | 16:56                                      |
| 6                                          |                                            |                                            |                                            | -3                                         | -3                                         |                                            |

В 1937 и 1939 году становился вице-чемпионом Европы. С 1937 по 1942 год был бессменным чемпионом Германии по греко-римской борьбе; кроме того в 1940 был чемпионом, а в 1938 году был вторым в Германии по вольной борьбе.
11 июля 1943 года был убит под Орлом в последний день наступления немецких войск.